# Alles andere zählt net mehr...
Alles andere zählt net mehr... ist das erste Studioalbum des österreichischen Austropop-Musikers und Liedermachers Wolfgang Ambros.

## Produktion
Wolfgang Ambros und sein Freund und Texter Joesi Prokopetz produzierten 1972 gemeinsam ihr erstes Studioalbum Alles andere zählt net mehr.... Das Album enthält mit Da Hofa einen der wichtigsten Austropopsongs, der in mehreren Publikationen und Artikeln als Initialzündung oder „Urknall“ des Austropops bezeichnet wird.
Von Anfang an dabei war Joesi Prokopetz, der damals hauptberuflich noch Maler war. Doch für das noch blutjunge Genre Austropop, damals noch Dialektwelle genannt, war es ein Meilenstein in der österreichischen Popkultur.

## Titelliste
1. Franz Pokorny, 60, Hausbesorger – 3:31 (J. Prokopetz, W. Ambros)
2. Du bist wia de Wintasun – 3:22 (J. Prokopetz, W. Ambros)
3. De oidn Leit – 3:05 (J. Prokopetz, W. Ambros)
4. I Bin allan – 2:47 (J. Prokopetz, W. Ambros)
5. Ollas aundre zöht net mea – 3:47 (J. Prokopetz, W. Ambros)
6. Der Baum – 2:10 (J. Prokopetz, Walter Köck)
7. De Bruckn – 3:00 (J. Prokopetz, W. Ambros)
8. Da Hofa – 3:04 (J. Prokopetz, W. Ambros)
9. Aun so an Plotz – 3:32 (J. Prokopetz, W. Ambros)
10. Sexualvarbrecha – 3:40 (J. Prokopetz, W. Ambros)
11. I bin nur a Pompfinewra – 4:54 (J. Prokopetz, W. Ambros)